# Saspáfrány
A saspáfrány (Pteridium aquilinum) a valódi páfrányok (Pteridopsida) osztályának saspáfrányok (Pteridophytes) rendjébe, ezen belül a Dennstaedtiaceae családjába tartozó faj.
A Pteridium növénynemzetség típusfaja.

## Előfordulása
Mivel a spórái igen könnyűek, a szél által messze elkerülhetnek; emiatt a Föld mindkét féltekének a mérsékelt övi és szubtrópusi részein fellelhető. Azonban a saspáfrány elsődleges előfordulási területei Európa, Ázsia és Észak-Amerika. Magyarországon többek közt a Gödöllői-dombság és a Mátra területén él.

## Alfajai, változatai
- Pteridium aquilinum subsp. decompositum (Gaudich.) Lamoureux ex J.A. Thomson
- Pteridium aquilinum subsp. pinetorum (C.N. Page & R.R. Mill) J.A. Thomson
- Pteridium aquilinum var. feei (W. Schaffn. ex Fée) Maxon
- Pteridium aquilinum var. lanuginosum (Bong.) Fernald
- Pteridium aquilinum var. latiusculum (Desv.) Underw. ex A. Heller
- Pteridium aquilinum var. pseudocaudatum (Clute) A. Heller

## Megjelenése
Lágy szárú, évelő növény. Magassága általában 60-80 centiméter, de néha cserjeszerű, 1,5 méter magas is lehet. Gyökértörzse vastag, kúszó, elágazó. Levelei egyesével nőnek ki a gyöktörzsből, nyelük hosszú, nagyok, szélesek, bőrszerűek. Háromszög alakúak, háromszor vagy négyszer szárnyaltak, fonákjuk általában molyhos. A levélszár tövének az átmérője elérheti az 1 centimétert. A levélszárnyak széle visszagöngyölt, alattuk találhatóak a csoportos szürke spóratartók.

## Életmódja
Egyaránt nő az erdőkben, erdőszéleken és mezőkön. Agresszív kolonizáló; a North Yorkshire-i mocsárvidék csarabosát (Calluna vulgaris) ellepte a saspáfrány.

## Toxicitása
Ez a páfrányfaj mérgező. Minden része tartalmaz B1 vitamint bontó tiamináz enzimet, cianogenetikus anyagokat, pteritansavat, kovasavat. Mennyiségük a növény kiszáradásával csökken, de továbbra is megmaradnak.
Mérgezést többnyire a saspáfrányt legelő állatok szenvednek, de a tünetek jelentkezéséhez tartósan nagyobb mennyiség – naponta 2 kg, összesen 50-100 kg – elfogyasztására van szükség. A tiamináz hatására csontvelőkárosdás, a vörösvértestek képződésének zavara lép fel. A szarvasmarháknál bélgyulladás, krónikus hólyagvérzés, gégeduzzanat jelentkezhet. A bélgyulladás tünetei magas láz, nyáladzás, általános elesettség, nehézkes, ingadozó mozgás, mélyen ülő, riadt szemek, étvágycsökkenés, sötétbarnás, esetenként vércsíkos ürülék. Súlyos esetekben 1-3 nap alatt elhullás következhet be, egyébként a saspáfrány elvonása után 4-6 hétig megmaradnak a tünetek. A krónikus hólyagvérzés idősebb állatoknál fordul elő: véres vizelet, lesoványodás, bágyadtság a jellemzői. Fiatal borjaknál gégeduzzanat léphet fel, ennek tünetei magas láz, gennyes-véres váladékozás az orrból, szemből és hüvelyből, gégevizenyő, nehéz légzés.
A saspáfrány karcinogén hatású ptakilozidot tartalmaz, amely egyes feltételezések szerint hozzájárulhat a Japánban és Észak-Walesben (ahol a növény fiatal szárát zöldségként fogyasztják) tapasztalható magas gyomorrák-gyakorisághoz. Venezuelai adatok arra utalnak, hogy a ptakilozid a saspáfrányt fogyasztó tehenek tejében is megjelenhet.

## Képek

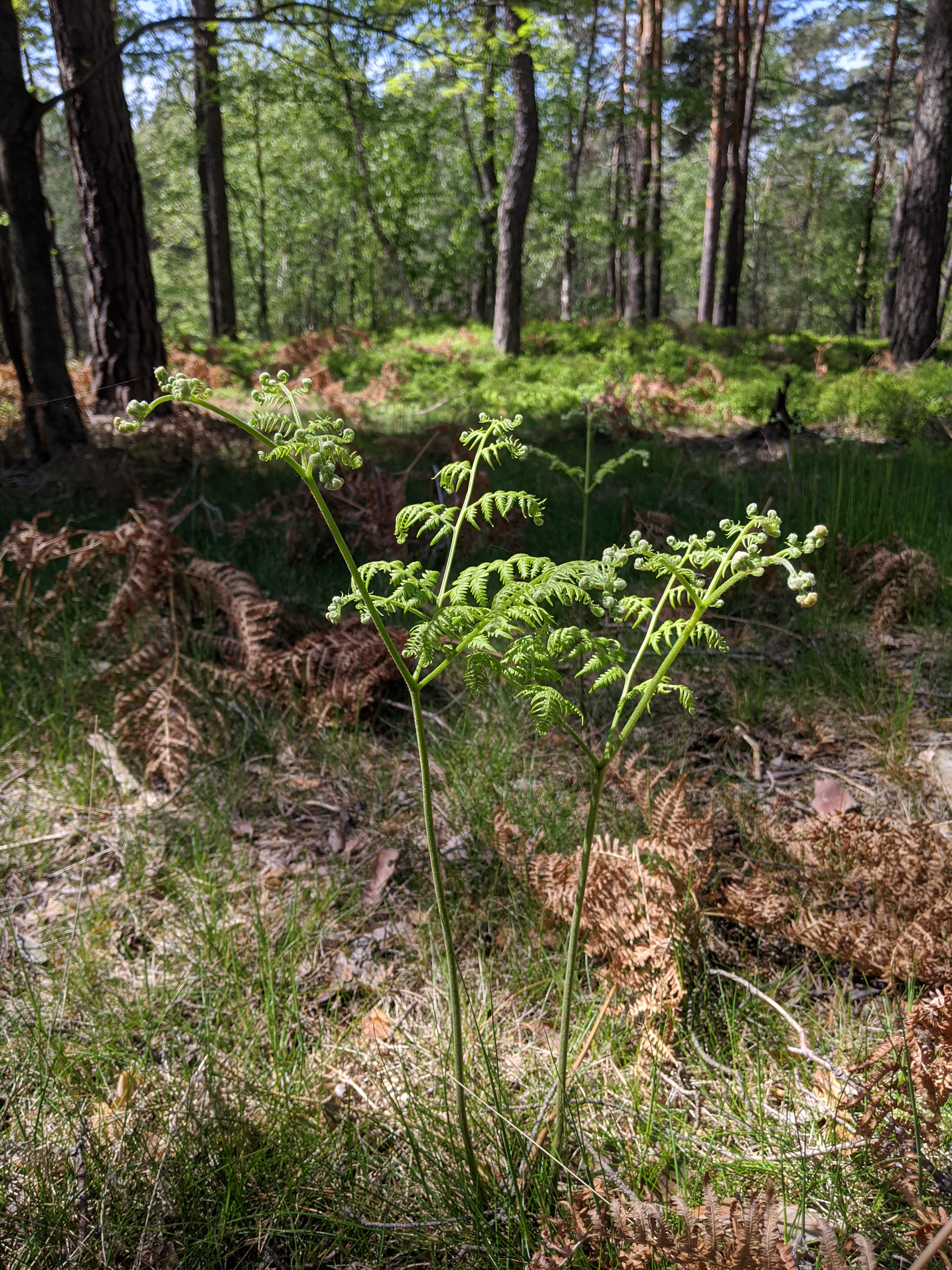
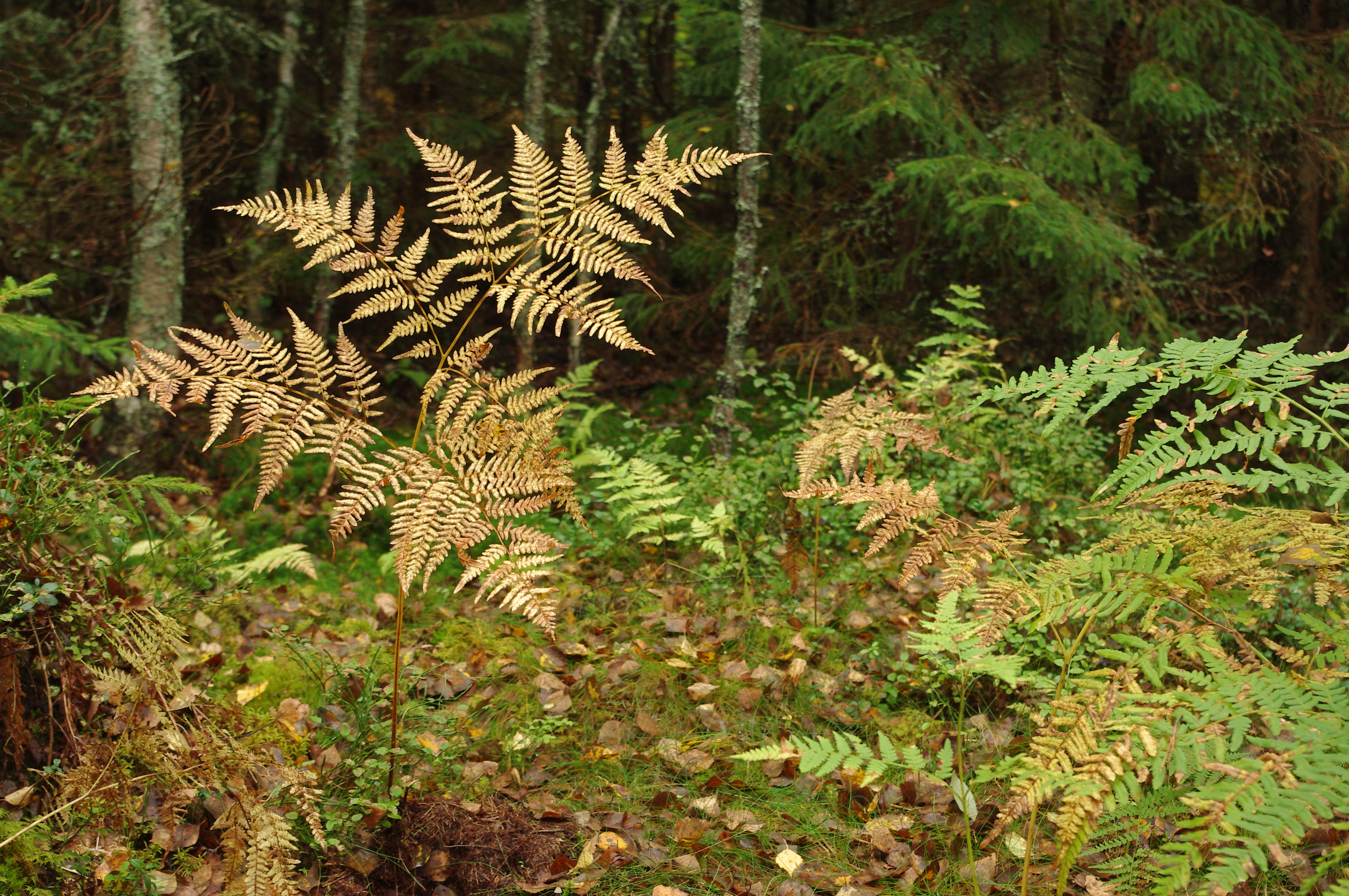
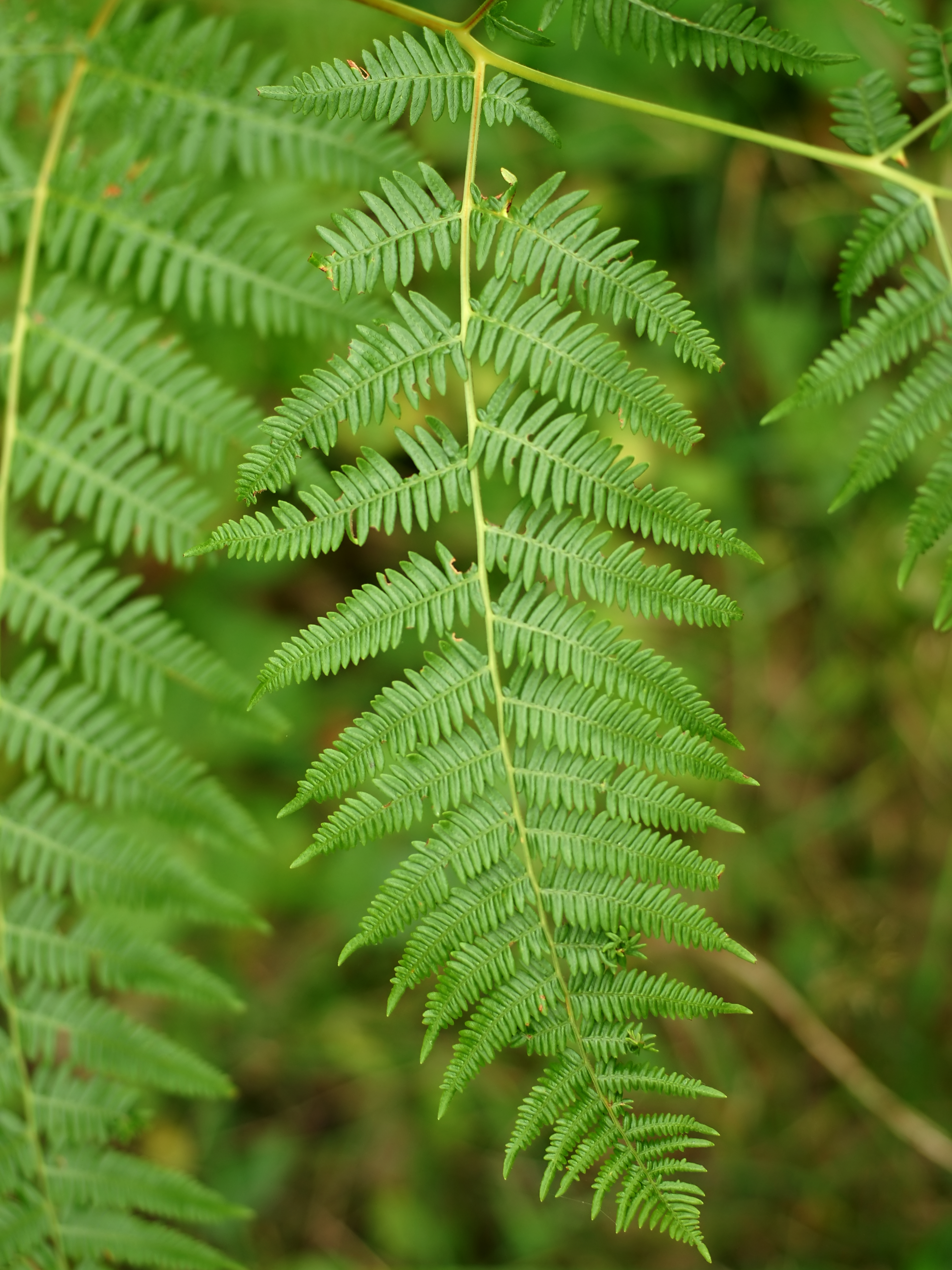
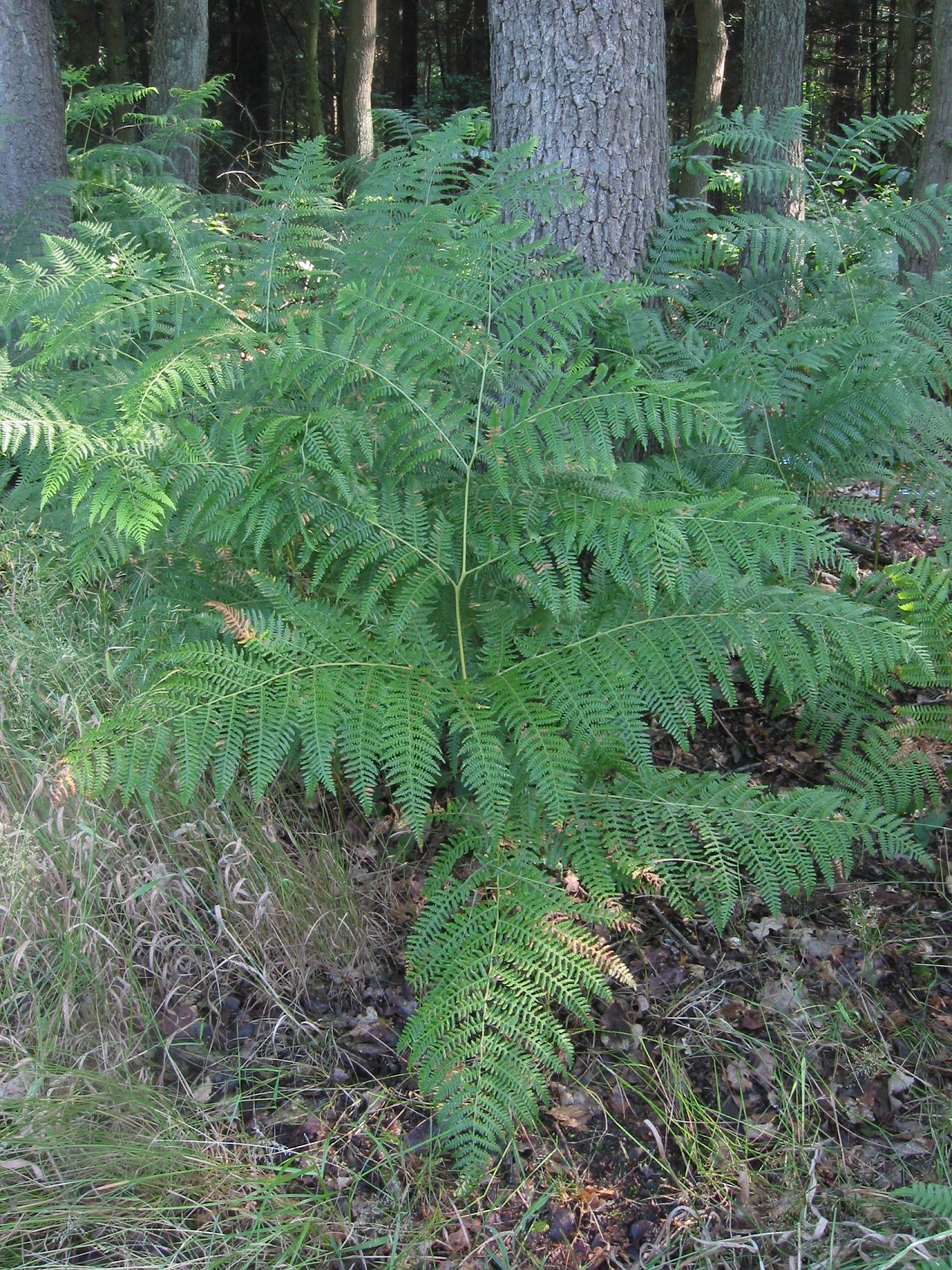
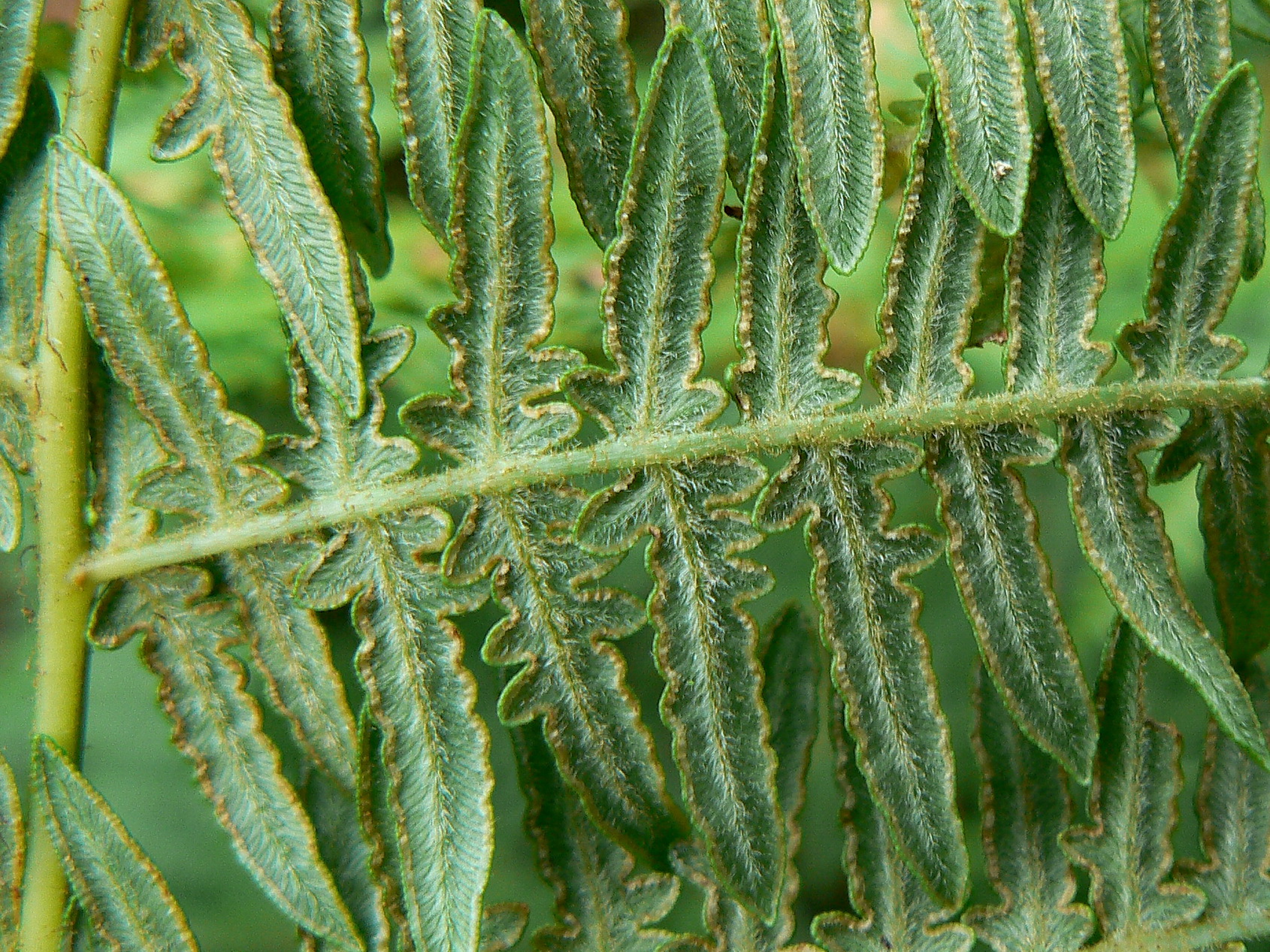
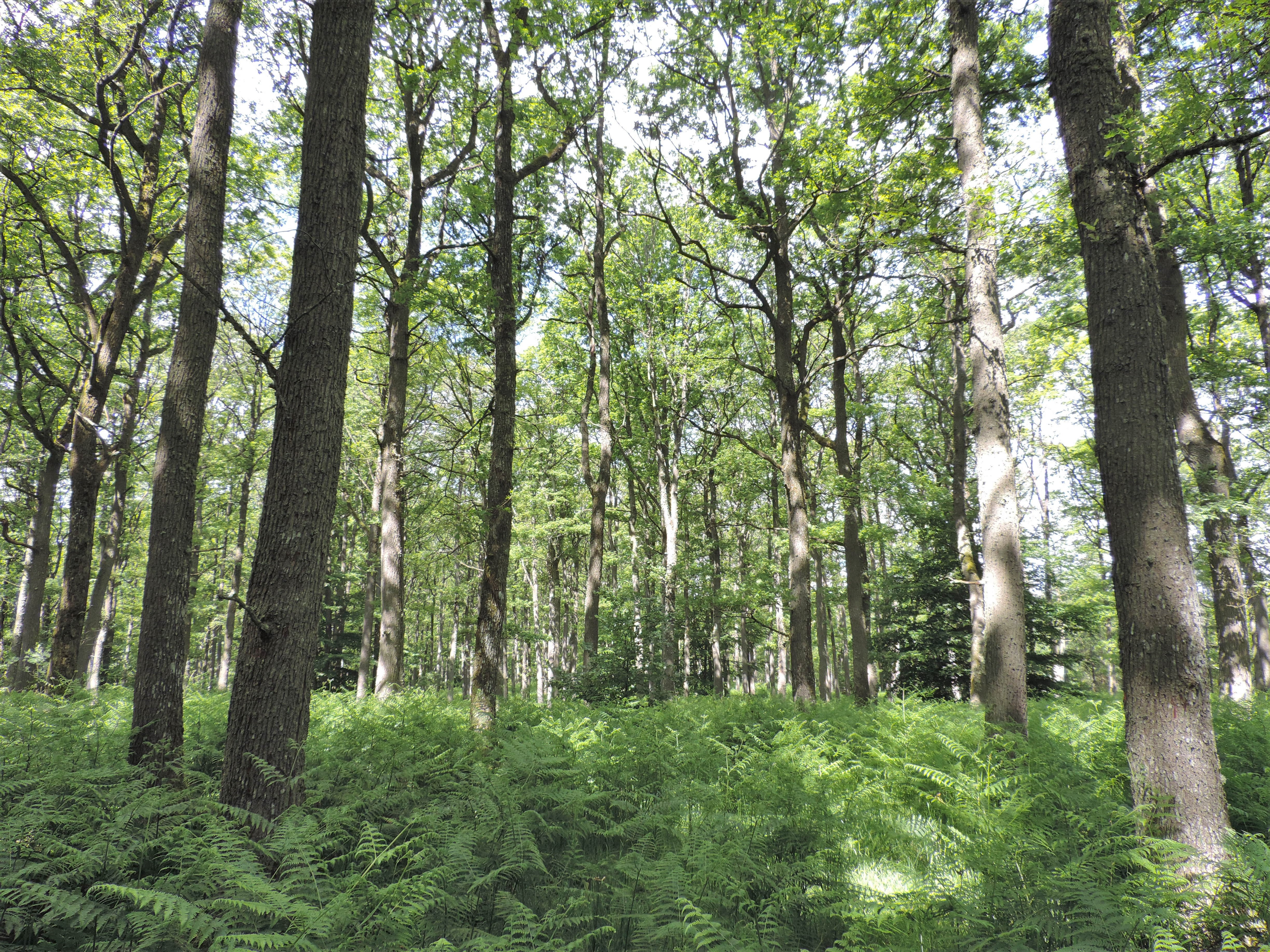

### Fordítás
- Ez a szócikk részben vagy egészben  a   Pteridium aquilinum című angol Wikipédia-szócikk ezen változatának fordításán alapul.  Az eredeti cikk szerkesztőit annak laptörténete sorolja fel. Ez a jelzés csupán a megfogalmazás eredetét és a szerzői jogokat jelzi, nem szolgál a cikkben szereplő információk forrásmegjelöléseként.